# 북부주 (아이티)

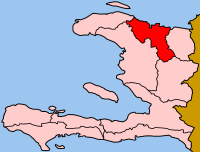
북부 주의 위치

북부주(프랑스어: Nord 노르[*], 아이티어: Nò 노)는 아이티 북부에 위치한 주로 주도는 카프아이티엥이며 면적은 2,106km2, 인구는 872,200명(2002년 기준)이다.
동쪽으로는 북동부 주, 남쪽으로는 중앙 주와 아르티보니트 주, 서쪽으로는 북서부 주와 접한다. 7개 구를 관할한다.